# Oud-Heverlee Leuven
L'Oud-Heverlee Leuven (ˈʌut ˈɦeː.vər.ˌleː ˈløː.və(n)), també anomenat OH Leuven o simplement OHL, és un club de futbol professional belga de la ciutat de Lovaina. Va ser creat l'any 2002 a partir de la fusió de tres clubs, el FC Zwarte Duivels Oud-Heverlee, el número de registre del qual va heretar, Daring Club Leuven, i Stade Leuven. El camp on juga com a local és el Den Dreef, situat a Heverlee. Actualment el club juga al primer nivell del país, la Primera Divisió A belga.